# Valerio Fiori
Valerio Fiori (Róma, 1969. április 27. –) olasz
kapus.

## Pályafutása

### Klubcsapat
Lodigiani csapatában nevelkedett és itt is mutatkozott be a felnőtt csapatban 1985/1986-os szezonban a Serie C2 osztályban. A következő szezonban a Lazio-hoz került ahol 1989. Január 8-án debütált a bajnokságban 19 évesen a Fiorentina ellen.
Hamarosan első számú kapus lett amit 1992-ig meg is tartott. Az 1992/1993-as szezonban egy Torino elleni olasz kupa meccsen nyújtott negatív teljesítményével elveszti Dino Zoff bizalmát aki inkább Fernando Orsi-nak szavazott bizalmat a későbbiekben. 1993 nyarán elhagyja a Lazio-t ahol 117 bajnoki mérkőzésen védett és került Cagliari-ba ahol három szezont töltött.
Következett a Serie B-ben szereplő Cesena, majd második számú kapusként az 1997/1998-as szezonban visszatért a Serie A-ban  a  Fiorentina-hoz.
Az 1998/1999-es volt az utolsó komolyabb szezonja amit a  Piacenza-nál töltött.
1999-ben költözik az AC Milan-hoz harmadik számú kapusként Dida és Kalac mögé. Egy bajnoki- (2003. Május 24. a Piacenza elleni 4-2 vereség) és egy olasz kupa (2003. December 18. a Sampdoria ellen 1-0 megnyert és a megsérült Abbiati cseréjeként lépett pályára) meccsen játszott összesen Milan mezben.
Szerződése (2008. Június 30.) lejártával befejezte a pályafutását és szögre akasztotta a kapus kesztyűt.

### Válogatott
Kilencszer kapott meghívót és négyszer játszott az olasz U-21-es csapatban amiken nem kapott gólt.

### Edző
2008/2009-es szezontól maradt a Milan alkalmazásában mint kapusedző.

## Sikerei, díjai

### Klubcsapat

#### Nemzeti
- Olasz ifjúsági labdarúgó-bajnokság (Campionato Primavera) bajnok: 1

SS Lazio 1986-1987
- Olasz labdarúgókupa győztes: 1

AC Milan 2002-2003
- Olasz labdarúgó-bajnokság (első osztály) (Serie A) győztes: 1

AC Milan 2003-2004
- Olasz labdarúgó-szuperkupa  győztes: 1

AC Milan 2004

#### Nemzetközi
- UEFA-bajnokok ligája győztes: 2

AC Milan 2002-2003, 2006-2007
- UEFA-szuperkupa győztes: 2

AC Milan 2003, 2007
- FIFA-klubvilágbajnokság győztes: 1

AC Milan 2007